# 斑点管口鱼
斑點管口魚（學名：Aulostomus maculatus）是一種身體很長的魚類，經常會垂直的游泳留在直的珊瑚，如海筆等。其种加词“maculatus”意为“有斑点的”。

## 分布
本於分布於西大西洋區，包括美國佛羅里達州南部、加勒比海、南美洲北部等海域。

## 特徵
斑點管口魚與煙管魚科是近親。它們的體長40至80厘米，身體很長，顎部細小，吻呈管狀。鰓呈梳狀，背鰭位於尾鰭附近，質地柔軟。背鰭前可以見到一連串的棘。它們的顏色各有不同，呈深褐色至綠色，在某些地區更呈黃色。沿顎部有一黑斑，減少成黑點；在尾鰭底也有一對黑點。

## 習性
斑點管口魚喜歡在水深0.5至30米的地方出沒。它們有時會留在珊瑚礁中或潟湖，但有時也會在大浪的地方出沒。它們產卵的習性不明，但在馬德拉附近的雌魚會於3月至6月產成熟的卵。
斑點管口魚游得很慢，有時會停著不動等待獵物。它們會將自己偽裝在較大的魚群之中。它們差不多只吃細小的魚類，如隆頭魚科及銀漢魚目。

## 經濟利用
可食用，多做為觀賞魚。

## 外部連結
- MarineBio.org
- Australian Museum of Fish